# Каргополь
Каргополь (рос. Каргополь) — місто в Архангельській області Російської федерації. Адміністративний центр Каргопольського району і Каргопольского міського поселення. Населення — 10 052 осіб (2016).

## Назва
Назва міста є напівкалькою — характерне для топоніміки Російської Півночі явище, коли субстратна балтійсько-фінська назва перекладається на російську мову наполовину. Друга частина слова Каргополь є перекладеним фінським pelda («поле»). Щодо першої частини назви існує кілька версій:
- Карго — в північних діалектах «ворона», отже, карго поле — «вороняче поле»;
- Від карельського Karhupeldo — «ведмежа сторона»;

## Географія

### Клімат
| Клімат Каргополя                     | Клімат Каргополя | Клімат Каргополя | Клімат Каргополя | Клімат Каргополя | Клімат Каргополя | Клімат Каргополя | Клімат Каргополя | Клімат Каргополя | Клімат Каргополя | Клімат Каргополя | Клімат Каргополя | Клімат Каргополя | Клімат Каргополя |
| Показник                             | Січ.             | Лют.             | Бер.             | Квіт.            | Трав.            | Черв.            | Лип.             | Серп.            | Вер.             | Жовт.            | Лист.            | Груд.            | Рік              |
| Абсолютний максимум, °C              | 3,8              | 5,2              | 12,9             | 25,8             | 28,9             | 35,1             | 34,0             | 32,8             | 26,1             | 20,0             | 9,9              | 7,6              | 35,1             |
| Середній максимум, °C                | −8,1             | −6,4             | −0,1             | 7,5              | 15,2             | 20,2             | 22,7             | 19,4             | 13,1             | 5,6              | −1,7             | −5,6             | 6,8              |
| Середня температура, °C              | −11,7            | −10,2            | −4,6             | 2,6              | 9,5              | 14,7             | 17,5             | 14,6             | 9,4              | 3,1              | −4,2             | −8,7             | 2,7              |
| Середній мінімум, °C                 | −15,2            | −13,9            | −9,1             | −2,3             | 3,9              | 9,1              | 12,2             | 9,8              | 5,6              | 0,6              | −6,6             | −11,7            | −1,5             |
| Абсолютний мінімум, °C               | −44,2            | −39              | −33,7            | −20,7            | −7,3             | −2,3             | 1,2              | −1,4             | −7,4             | −16,1            | −31,8            | −37,9            | −44,2            |
| Норма опадів, мм                     | 41.3             | 32.7             | 34.6             | 33.8             | 54.7             | 66.4             | 76.3             | 83.6             | 61.8             | 60.1             | 55.2             | 52.0             | 652.5            |
| ------------------------------------ | ---------------- | ---------------- | ---------------- | ---------------- | ---------------- | ---------------- | ---------------- | ---------------- | ---------------- | ---------------- | ---------------- | ---------------- | ---------------- |
| Джерело: Погода і клімат у Каргополі |                  |                  |                  |                  |                  |                  |                  |                  |                  |                  |                  |                  |                  |

## Історія
Перша згадка про Каргополь в письмових джерелах відноситься до 1380 році. У Никонівському літописі є згадка про те, що Каргопольский князь Гліб привів свою дружину під прапори великого московського князя Дмитра Донського і брав участь у Куликовській битві. Саме місто Каргополь (в старовинних актах Карго поле) згадується 1447 року, коли тут знайшов притулок Дмитро Шемяка, рятуючись від переслідувань великого князя Василя Темного.
Каргополь заснований набагато раніше кінця XIV століття. Береги річки Онега, одного з шляхів в Помор'я, були зайняті новгородськими колоністами вже в XII столітті, а в середині XIV століття з'явилися монастирі. Мабуть, спочатку каргопольське поселення залежало від Білозерського князівства, а надалі перейшло під владу Новгорода. У Каргополі зберігся земляний вал, що замикав з трьох сторін невеликий, квадратний в плані острог. Це місце мешканці міста називали «Городок», «Вал», «Валушкі». Зараз це міський квартал, обнесений поросла травою насипом, через яку визирають дахи будинків.

## Світлини

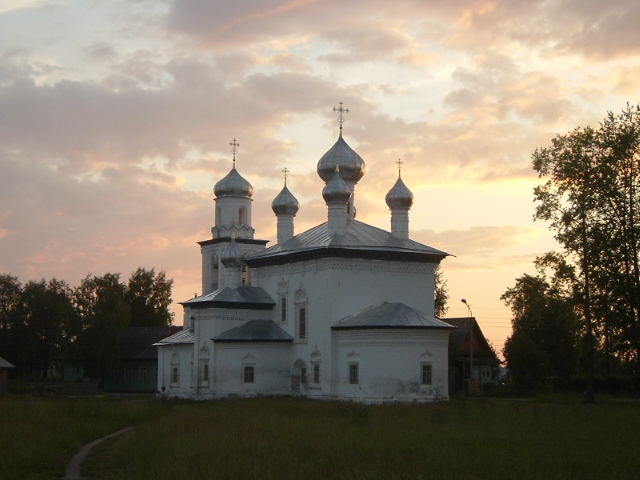
Церква Різдва Пресвятої Богородиці, XVII століття
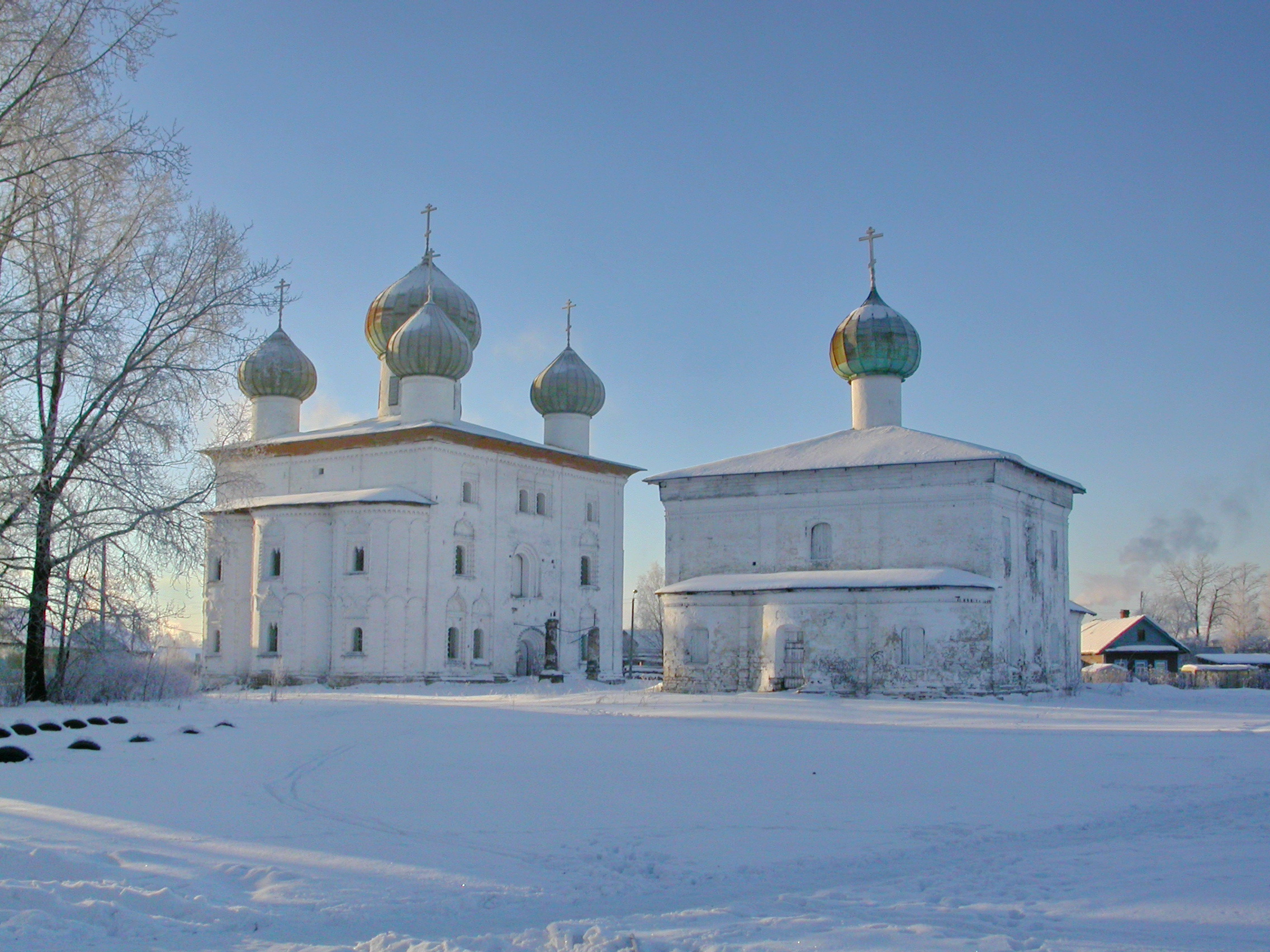
Микільська (Нова торгова) площа
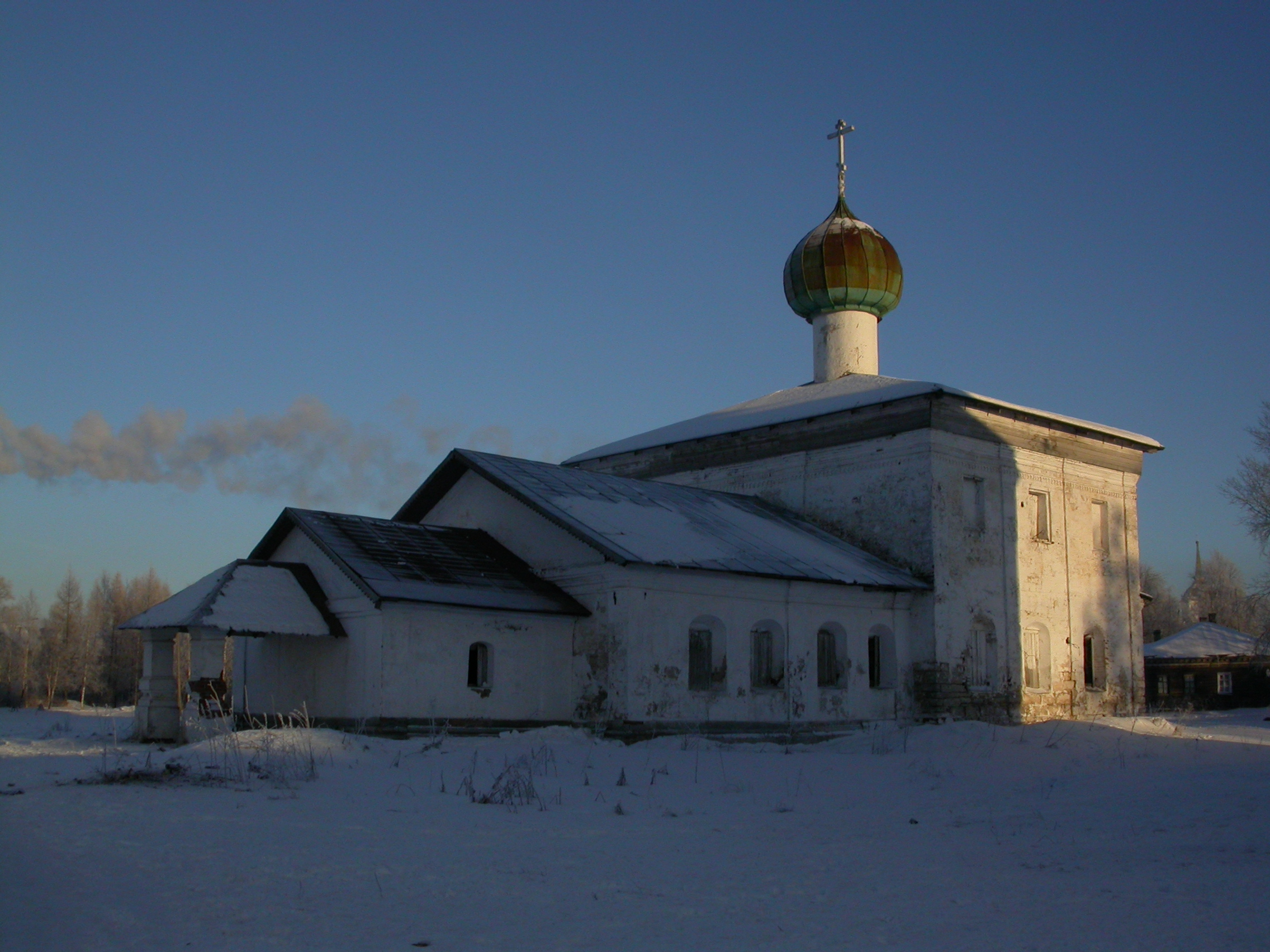
Микільська церква міста Каргополь

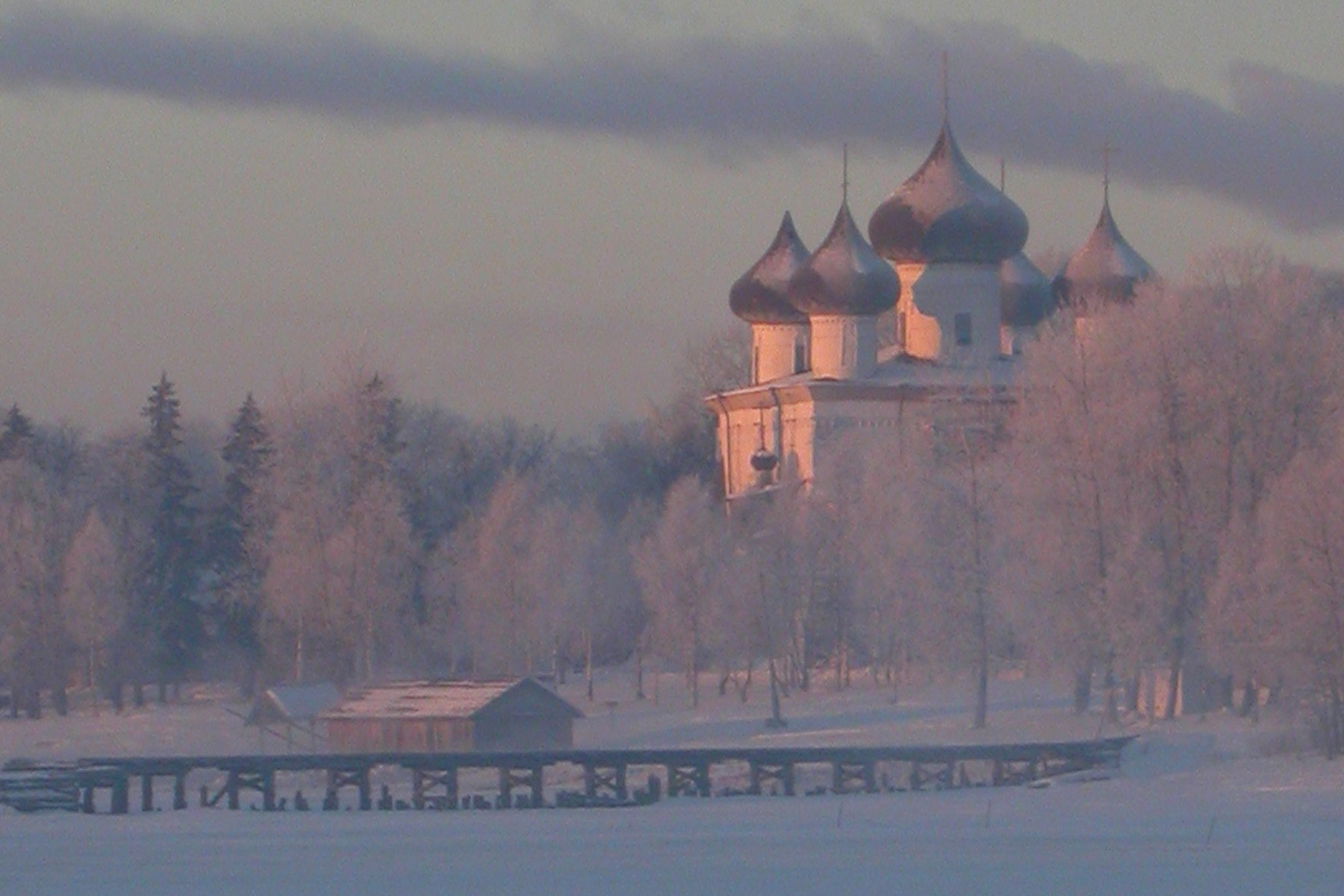
Христорождественский собор міста Каргополь
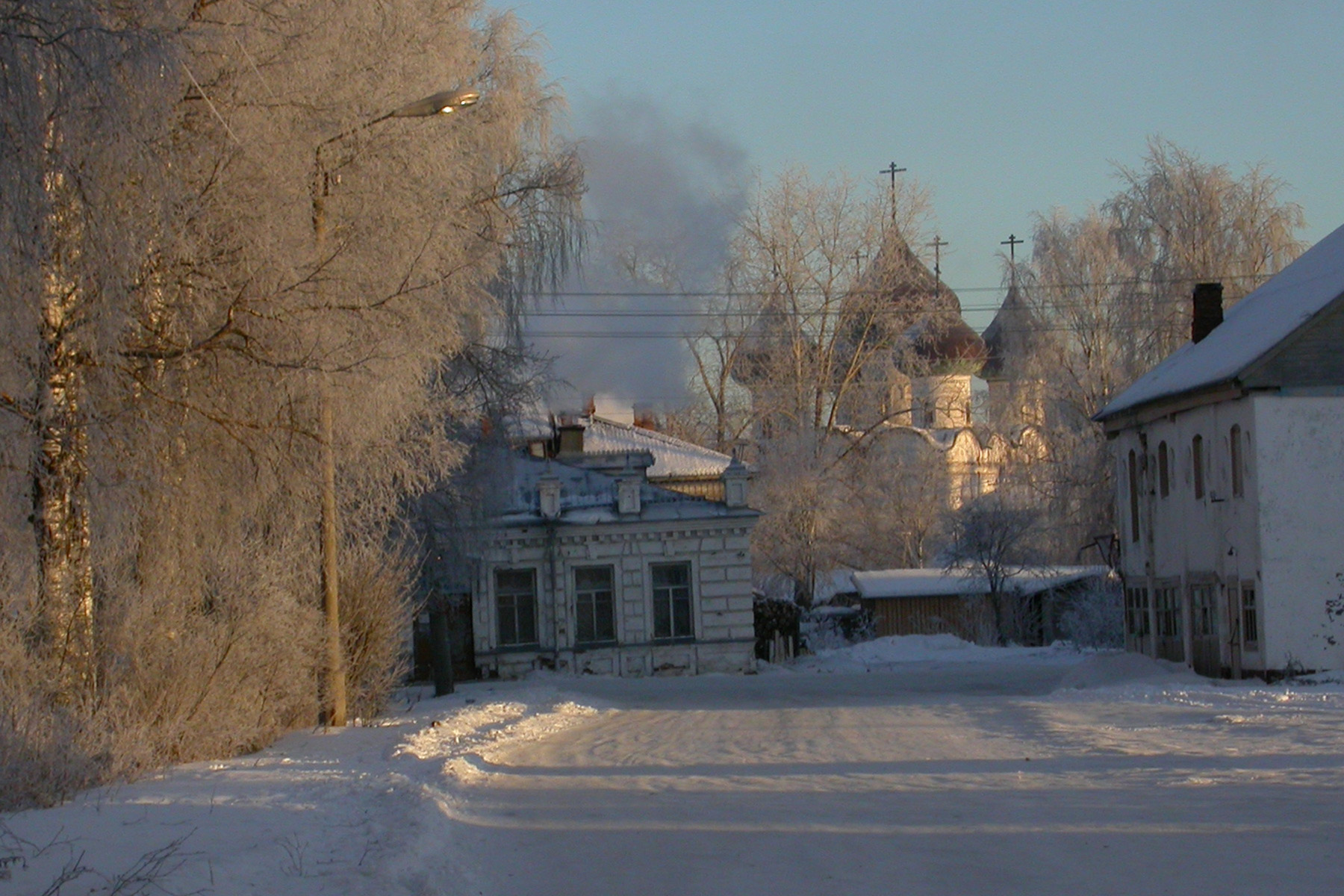
Воскресенська церква
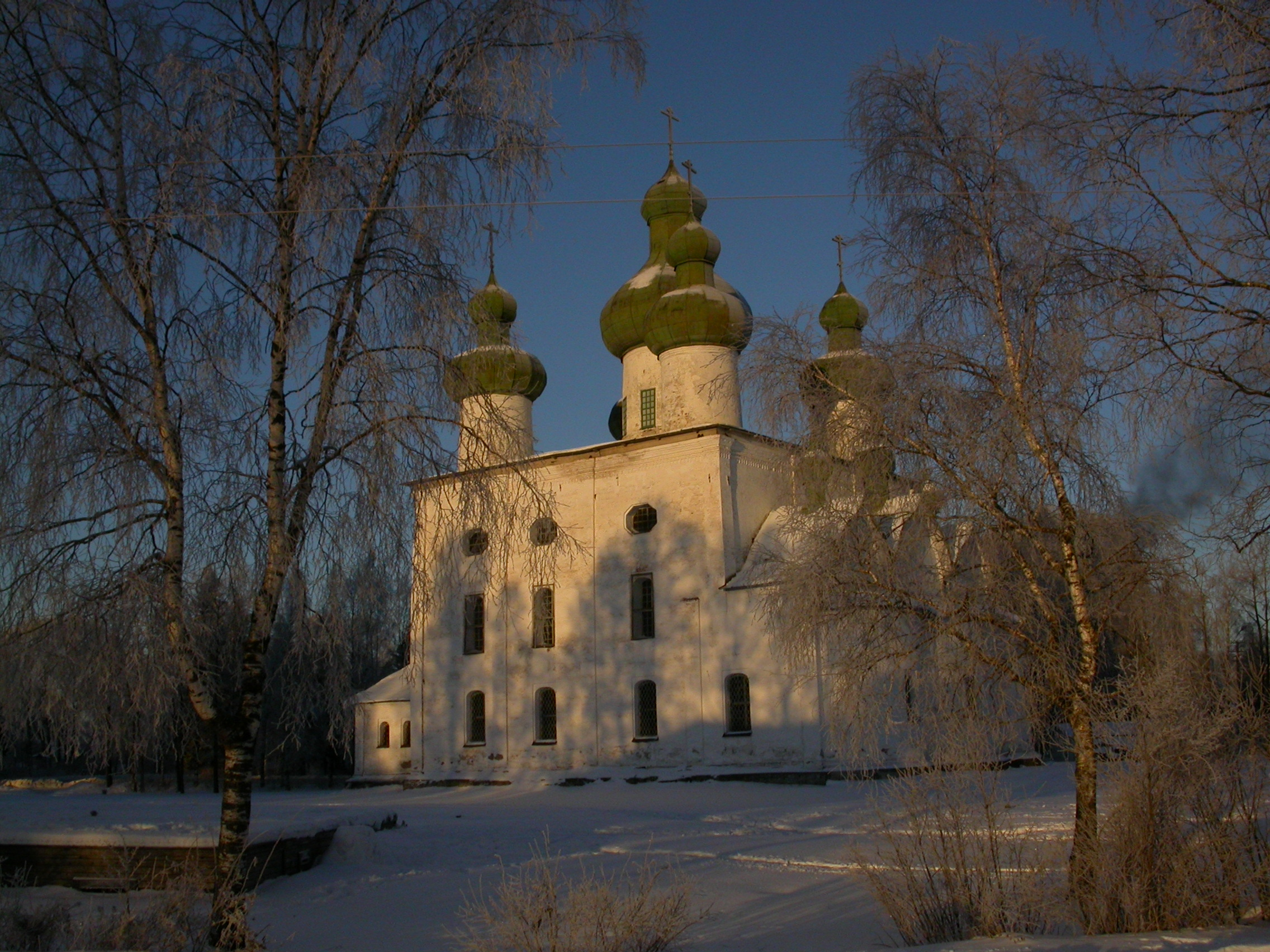
Церква Іоанна Предтечі

| - Соборна площа | - Зимовий Каргополь |